# Sky Tower

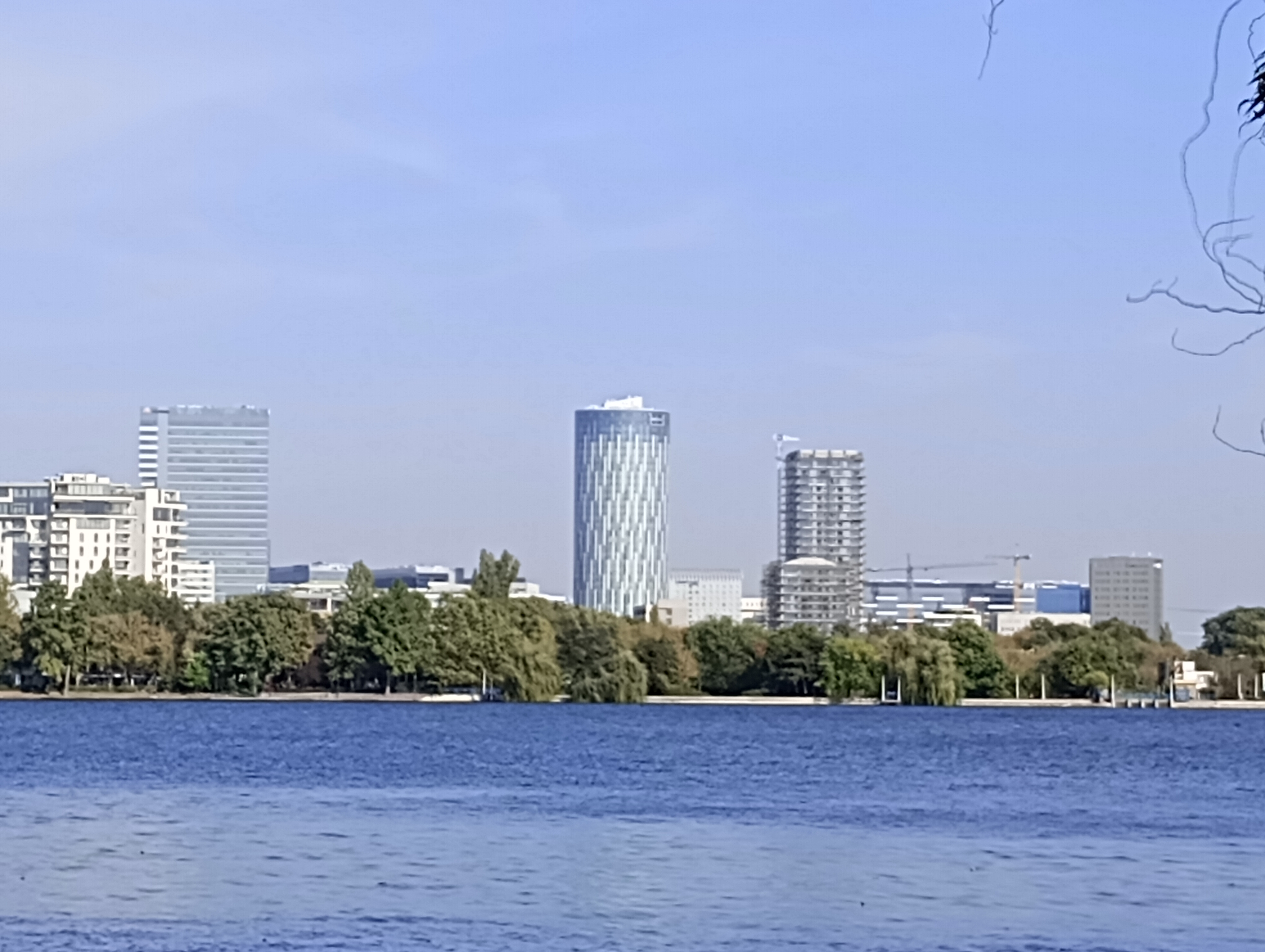
Sky Tower văzut de pe Lacul Herăstrău

Sky Tower București este cea mai înaltă clădire din România, și noul sediu social al Raiffeisen Bank. A fost dată în folosință în anul 2012. Clădirea are o înălțime de 137 metri, 36 de etaje, 5 etaje de parcare subterană, dispune de 10 lifturi de mare viteză, iar fiecare etaj are o suprafață de 1.150 m2. Este situată pe Calea Floreasca nr. 246 C, în Promenada Mall.
La etajul 34, unde au acces vizitatorii, se poate admira Bucureștiul în toate direcțiile sau un loc anume din oraș cu telescoape panoramice.
SkyTower este deschis vizitatorilor în fiecare zi de vineri până la sfârșitul lunii septembrie între orele 11:00 – 18:00.